# Bystrytsia (rivière)
La Bystrytsia (en ukrainien : Бистриця) est une rivière de Galicie. Elle sort des Carpathes au mont Biszt, passe à Ivano-Frankivsk, et se jette dans le Dniestr entre Mariampil et Iezoupil.
Elle est formée par la confluence de la Bystrytsia de Solotvyn et de la Bystrytsia de Nadvirna.

## Source
Cet article comprend des extraits du Dictionnaire Bouillet. Il est possible de supprimer cette indication, si le texte reflète le savoir actuel sur ce thème, si les sources sont citées, s'il satisfait aux exigences linguistiques actuelles et s'il ne contient pas de propos qui vont à l'encontre des règles de neutralité de Wikipédia.